# Sherif
 For alternative betydninger, se Sherif (flertydig). (Se også artikler, som begynder med Sherif)
 "Sheriff" omdirigeres hertil. For andre betydninger af Sheriff, se Sheriff (flertydig).
En sherif (historisk; svarer omtrent til sysselmand) er en embedsmand, med varierende pligter, der eksisterer i nogle lande med historiske bånd til England, hvor embedet stammer fra. (Der er et analogt, selvom uafhængigt udviklet, embede i Island, der almindeligvis oversættes til engelsk som sherif.)

## Beskrivelse
Historisk set var en sherif en juridisk embedsmand med ansvar for en shire (svarer omtrent til dansk syssel), idet udtrykket var en sammentrækning af "shire reeve" (gammelengelsk scīrgerefa). Sheriffen ville bestyre et shire på vegne af kongen. Typiske opgaver vil omfatte opkrævning af skatter. Denne proces involverede hver afdeling i en shire; hundreds (svarer omtrent som herreder) skulle betale en form for jordskat. For at vurdere, hvor meget alle skulle betale, blev der sendt en fuldmægtig og en ridder af kongen til hver shire. De sad sammen med sheriffen og en udvalgt gruppe af lokale riddere. Der ville være to riddere fra hvert hundreds. Efter at det var bestemt, hvad skat der skulle betales, så var ridderne fra hundreds og bailiffen (slags tilsynsmand) fra hundreds ansvarlige for at få pengene til sheriffen, og sheriffen til skatkammeret.
På britisk engelsk kaldes en sherifs politiske eller juridiske embede, en sherifs embedsperiode eller en sherifs jurisdiktion en shrievalty i England og Wales - og en sheriffdom i Skotland.
I moderne tid varierer den specifikke kombination af en sherifs juridiske, politiske og ceremonielle pligter meget fra land til land:
- I England, Nordirland eller Wales er en sherif (eller højsherif) en ceremoniel county-embedsmand eller byembedsmand.
- I Skotland er sheriffer dommere.[8]
- I Republikken Irland, i nogle counties og i byerne Dublin og Cork er sheriffer juridiske embedsmænd, der også har fogedfunktion.
- I USA er en sherif en edsvoren retshåndhæver, hvis opgaver varierer på tværs af delstater og counties. En sherif er generelt en valgt county-embedsmand, med opgaver, der typisk omfatter politiarbejde i ikke-inkorporerede områder, opretholdelse af county-fængsler, ydelse af sikkerhed til domstolene i countyet og (i nogle delstater) udlevering af kendelser og retspapirer. Ud over disse polititjenester og korrektionstjenester er en sherif ofte ansvarlig for at håndhæve civilret i jurisdiktionen.
- I Canada findes sheriffer i de fleste provinser. De provinsielle sheriftjenester administrerer og transporterer generelt domstolsfanger, aftjener retskendelser, og i nogle provinser sørger sheriffer for sikkerhed for retssystemet, beskytter offentlige embedsmænd, støtter efterforskninger af lokale polititjenester og i Alberta udfører sheriffer trafikhåndhævelse.
- I Australien og Sydafrika er sheriffer juridiske embedsmænd, der også har fogedfunktion. I disse lande er der ingen forbindelse mellem counties og sheriffer.
- I Indien er en sherif et stort set ceremonielt kontor i nogle få større byer.